# Mike Botts
Mike (Michael) Botts (Oakland (Californië), 8 december 1944 – Burbank (Californië), 9 december 2005) was een Amerikaanse slagwerker. Hij was onder meer onderdeel van Bread.
Botts groeide op in Antioch (Californië), maar verhuisde naar Sacramento. Gedurende zijn studiejaren begon hij te drummen in bandjes als The Travellers Three en als gastmusicus. Er kwamen opnamen onder leiding van David Gates, maar geen release. Later toen hij met Bill Medley speelde, werd hij weer door Gates uitgenodigd om mee te spelen, ditmaal op het tweede album van Bread: On The Waters. In 1973 hield Bread er tijdelijk mee op en speelde Botts een tijdlang bij Linda Ronstadt, met wie hij toerde en opnam. In 1976 kwam Bread terug met Lost Without Your Love, maar in 1978 viel de band uiteen. Hij werd vervolgens ingeschakeld door Karla Bonoff en Andrew Gold, als musicus en als producent. In 1989 ging hij op pad met Richard Carpenter en daarna werd hij ingeschakeld door Dan Fogelberg. 
In 1997 was hij erbij toen Bread een jaarlange reünietournee deed. In 2005 overleed hij aan darmkanker. Er is één soloalbum van hem verschenen: Adults Only (2000), waarop een keur van artiesten meespeelt.